# 瑙吉考尼饒區

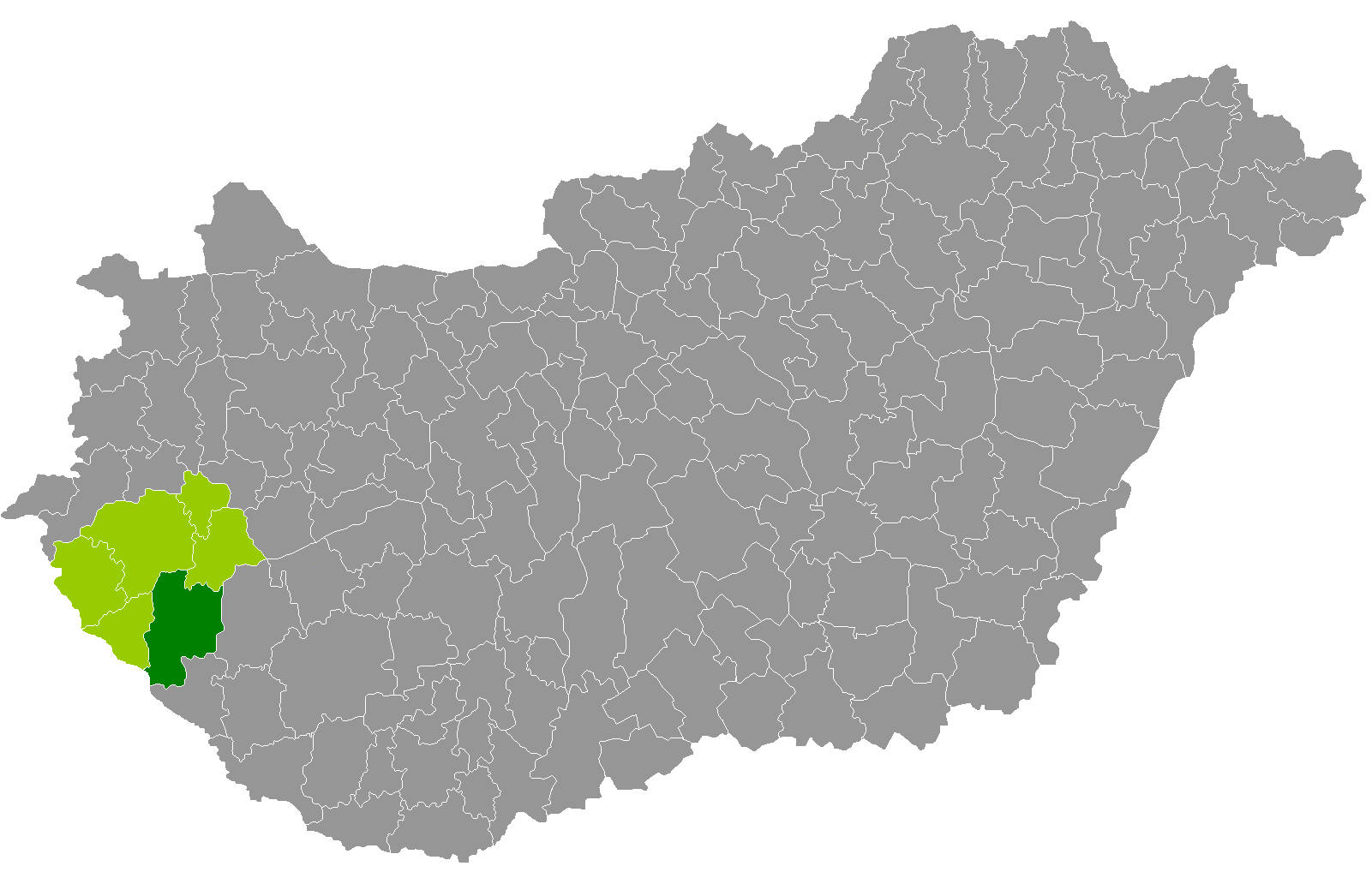

瑙吉考尼饒區（匈牙利語：Nagykanizsai járás），是匈牙利佐洛州的一個區，位於該國西部，区府設於瑙吉考尼饒，面積908平方公里，2011年人口78,252，人口密度每平方公里86人。

## 市镇
瑙吉考尼饒區包含一个州级市、一个城镇和47个村庄。